# Geraldine Pillay
Pour les articles homonymes, voir Pillay.
Geraldine Lititia Pillay  (née le 25 août 1977 au Cap) est une athlète sud-africaine, spécialiste des épreuves de sprint. 

## Biographie

### Palmarès
| Date | Compétition            | Lieu        | Résultat | Épreuve   | Temps   |
| ---- | ---------------------- | ----------- | -------- | --------- | ------- |
| 2003 | Jeux africains         | Abuja       | 2e       | 4 × 100 m | 44 s 44 |
| 2004 | Championnats d'Afrique | Brazzaville | 3e       | 100 m     | 11 s 40 |
| 2004 | Championnats d'Afrique | Brazzaville | 1re      | 200 m     | 23 s 18 |
| 2004 | Championnats d'Afrique | Brazzaville | 2e       | 4 × 100 m | 44 s 32 |
| 2006 | Championnats d'Afrique | Bambous     | 2e       | 100 m     | 11 s 67 |
| 2006 | Championnats d'Afrique | Bambous     | 2e       | 200 m     | 23 s 11 |
| 2006 | Jeux du Commonwealth   | Melbourne   | 2e       | 100 m     | 11 s 31 |
| 2006 | Jeux du Commonwealth   | Melbourne   | 3e       | 200 m     | 22 s 92 |
| 2008 | Championnats d'Afrique | Addis-Abeba | 6e       | 100 m     |         |
| 2008 | Championnats d'Afrique | Addis-Abeba | 4e       | 200 m     |         |
| 2008 | Championnats d'Afrique | Addis-Abeba | 3e       | 4 × 100 m | 44 s 28 |

### Records
| Épreuve | Performance | Lieu   | Date          |
| ------- | ----------- | ------ | ------------- |
| 100 m   | 11 s 07     | Durban | 16 avril 2005 |
| 200 m   | 22 s 78     | Durban | 16 avril 2005 |